# Тонско-Дабе
Тонско-Дабе (болг. Тонско дабе) — село в Благоевградской области Болгарии. Входит в состав общины Петрич. Находится примерно в 13 км к северо-западу от центра города Петрич и примерно в 58 км к югу от центра города Благоевград. По данным переписи населения 2011 года, в селе  проживало 2 человека, преобладающая национальность — болгары.

## Население
| Год     | 1934 | 1946 | 1956 | 1965 | 1975 | 1985 | 1992 | 2001 | 2011 |
| ------- | ---- | ---- | ---- | ---- | ---- | ---- | ---- | ---- | ---- |
| Жителей | 171  | 231  | 258  | 48   | 4    | 5    | 6    | 2    | 2    |

|  |